# Siphonacme dawydoffi
Siphonacme dawydoffi är en mångfotingart som först beskrevs av Carl Graf Attems 1938.  Siphonacme dawydoffi ingår i släktet Siphonacme och familjen Siphonophoridae. Inga underarter finns listade i Catalogue of Life.